# Rudna
Rudna è un comune rurale polacco del distretto di Lubin, nel voivodato della Bassa Slesia.
Ricopre una superficie di 216,6 km² e nel 2004 contava 7 079 abitanti.

## Villaggi
Al comune appartengono i villaggi di Brodów, Brodowice, Bytków, Chełm, Chobienia, Ciechłowice, Gawronki, Gawrony, Górzyn, Gwizdanów, Juszowice, Kębłów, Kliszów, Koźlice, Miłogoszcz, Mleczno, Naroczyce, Nieszczyce, Olszany, Orsk, Radomiłów, Radoszyce, Rudna-Leśna, Rynarcice, Stara Rudna, Studzionki, Toszowice, Wądroże e Wysokie.